# Ie Beudoh
Ie Beudoh is een bestuurslaag in het regentschap Nagan Raya van de provincie Atjeh, Indonesië. Ie Beudoh telt 605 inwoners (volkstelling 2010).